# Bazinul Panonic

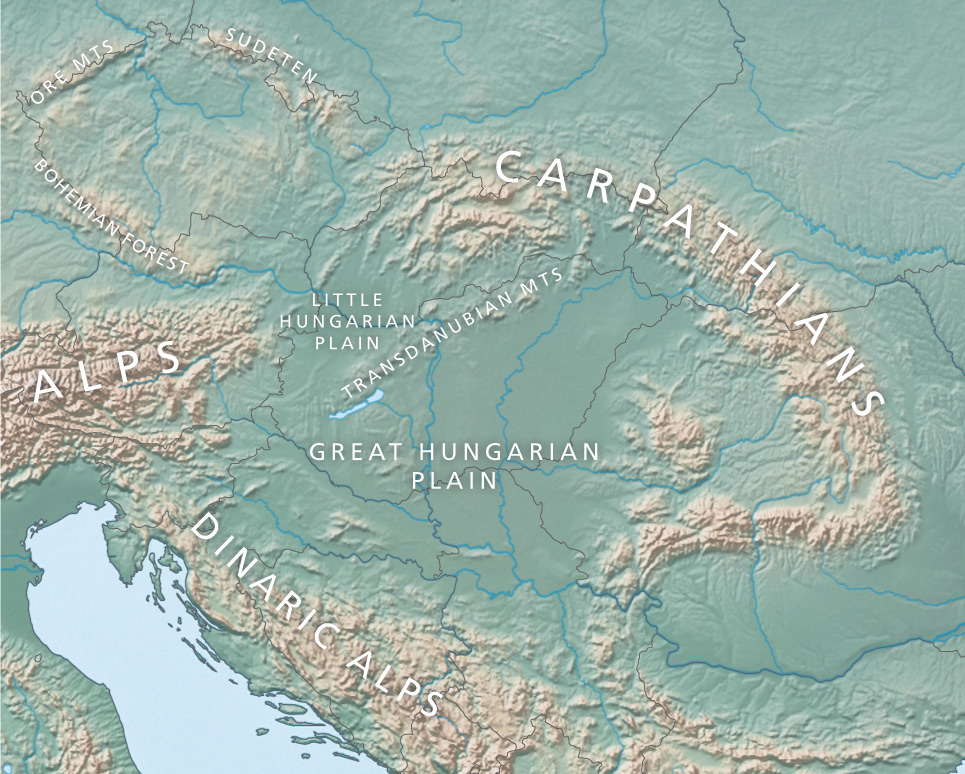
Topografia bazinului și a munților înconjurători

Bazinul Panonic (III), limitat de Munții Carpați și Bazinul Transilvaniei (IV) la nord și est. Sunt figurate și Câmpia Română (II) și depresiunea subcarpatică din nordul și nord-estul Carpaților (I) - cunoscută ca și Transcarpatia

Bazinul Panonic sau Depresiunea Panonică (în literatura geografică și politică maghiară și Bazinul Carpatic) este un mare bazin de sedimentare situat în estul Europei Centrale  precum și pe o mică porțiune din Europa de Est, fiind un subsistem al sistemului Alpino-Carpato-Hiamalyan. În sistemul său intră un număr de subbazine separate tectonic de supraînălțarea unor blocuri bazale, dar legate printr-o pătură groasă de sedimente neogene și cuaternare. Inconstant, bazinele terțiare ale Vienei și Transilvaniei sunt considerate părți ale ansamblului panonic.
Imens geosinclinal cu un fundament mai vechi, paleogeografic acesta este un  situat în fostul areal al Mării Panonice (parte a domeniului Paratethys) și a fost delimitat în Neogen.

## Denominație

Harta administrativă a Imperiului Roman

Termenul „Panonic” provine de la Panonia, o provincie a Imperiului Roman. Numai partea vestică a teritoriului ungar actual (Transdanubia) este însă o parte a fostei provincii romane. Aceasta reprezintă mai puțin de o treime din Ungaria modernă, astfel că geografii ungari evită termenul de „Bazin Panonic” și „Câmpie Panonică”.

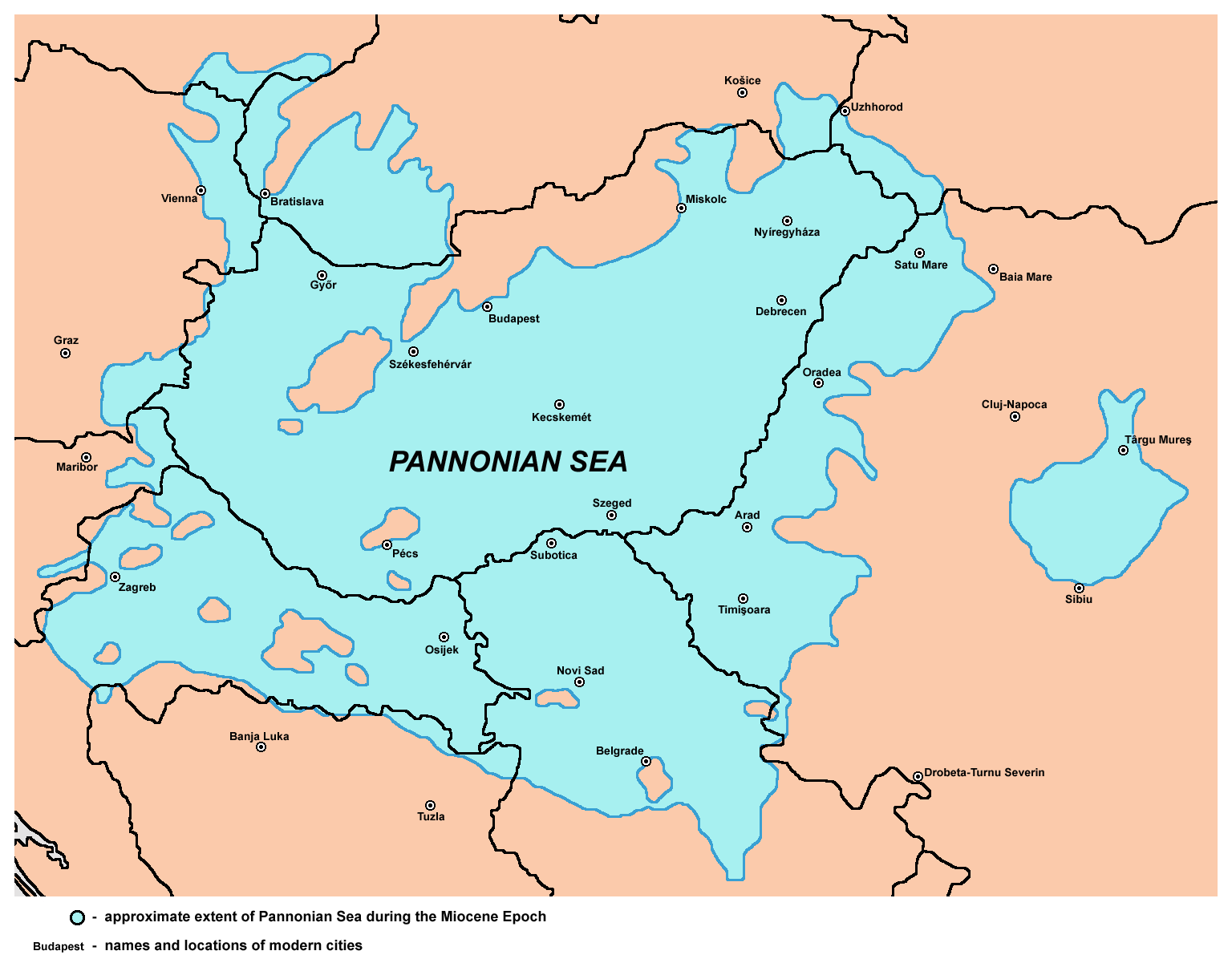
Marea Panonică în timpul Miocenului

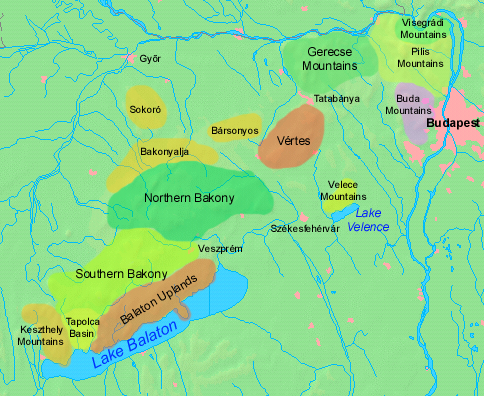
Munții Transdanubieni

Termenul geomorfologic de „Câmpie Panonică” este utilizat în sens larg pentru aproximativ aceeași regiune, deși cu un sens oarecum diferit, având legătură doar cu zonele joase, mai precis cu câmpia rezultată în Pliocen după dispariția Mării Panonice, ce ocupă cea mai mare parte a sa. Acesteia i se alătură Munții Transdanubieni – care fragmentează câmpia într-o porțiune vestică (Mica Câmpie Ungară) și una estică (Marea Câmpie Ungară, inclusiv Câmpia Slovacă de Est), precum și Munții insulari ai Panoniei – situați în sudul acesteia. Arealele geografice adiacente Câmpiei Panonice sunt denumite uneori ca fiind peri-panonice. 
Dacă în literatura geografică ungară se folosește termenul de „Bazin Carpatic” (Kárpát-medence), în cea care aparține limbilor slave din sud (sârbă – Панонски басен / Panonski Basen, bosniacă – Panónska nizija, croată – Panónska nizina, slovenă – Panónska kotlina ), precum și limbilor slovacă (Panónska Kotlin), română și germană (Pannonisches Becken) s-a încetățenit termenul de „Bazin Panonic”.

## Limite

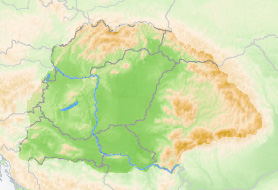
Bazinul Panonic, închis de către Carpați la nord și est, de Alpii Dinarici la sud și de limita estică a Munților Alpi la vest.

Geomorfologic, este un subsistem al sistemului alpino-carpato-himalayan. Bazinul se întinde aproximativ 600 km pe direcția est-vest și 500 km pe direcție nord-sud, între bazinele asociate al Vienei și al Transilvaniei. Este delimitat la nord și est de Carpați, la sud de Carpații sudici și Alpii Dinarici, iar la vest de către limita estică a munților Alpi. Dunărea și Tisa divid bazinul aproape în jumătăți. Spre limitele sale se află orașele Viena – la nord-vest, Zagreb – la sud-vest, Belgrad – la sud-est și Satu-Mare – la nord-est). 
Geografic este situat în cea mai mare parte pe teritoriile Ungariei, dar și în Croația de nord și centrală, nord-vestul României și în nordul Serbiei, ocupând de asemenea, părți din Bosnia și Herțegovina, estul Sloveniei și Austriei, sud-vestul Slovaciei și sud-vestul Ucrainei.
Sund descrise o serie de subbazine (terțiare) ale acestuia  (enumerate de la est la vest pe verticală  și de la nord la sud pe orizontală):
- Bazinul Stiriei, Bazinul Mura
- Bazinul (sau depresiunea) Dunării, Bazinul Zala, Bazinul Somogy, depresiunile Drava și Sava
- Bazinul Backa
- Bazinul Jászság, Bazinul Nagykunság, Bazinul Makó,
- Bazinul Drescske, Bazinul Békés, Bazinul Banatului
- Bazinul Transcarpatiei

În literatura geografică maghiară diferite subdiviziuni ale Munților Carpați (Carpații Occidentali Interiori, Carpații Orientali Interiori, Carpații Meridionali, uneori chiar și Podișul Transilvaniei sau chiar întreaga zonă a Carpaților de Vest sunt – în contextul unor diviziuni geopolitice tradiționale, considerate drept făcând parte din Bazinul Carpatic. Această accepțiune a termenului dateaza din anii 1910 până în anii 1940, și din nou în mod progresiv din anii 1980, constituind un concept fundamental în justificarea revendicărilor teritoriale iredentiste de după 1920 (Tratatul de la Versailles).

## Climat

Cu portocaliu delimitarea regiunii biogeografice Panonice la nivelul Europei

## Date geologice

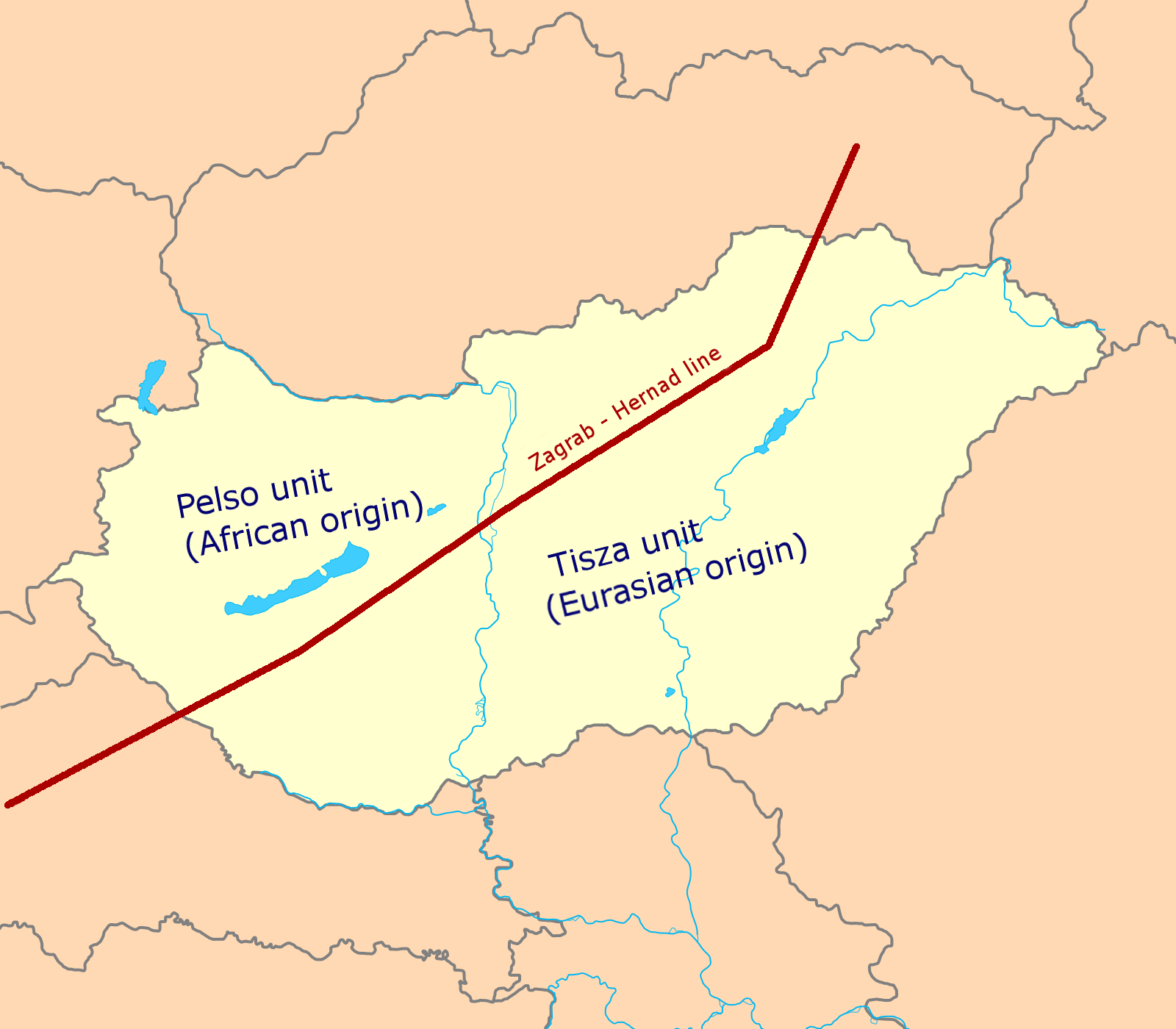
Blocurile tectonice structurale Pelso and Tisza ale Bazinului Panonic și fosta linie Zagreb-Hernád de delimitare dintre acestea

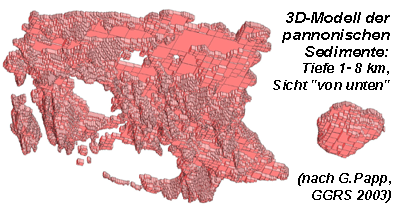
Model 3 D al grosimii sedimentelor panonice creat pe baza unor măsurători gravimetrice – vedere dinspre crustă spre suprafață

În structura fundamentului Bazinului Panonic intră două blocuri tectonice structurale crustale, Pelso și Tisza.

## Regiuni istorice
Regiuni istorice din Bazinul Panonic, sau care cuprind părți ale acesteia, sunt:
- Baranya, Baranja - (Ungaria, Croația)
- Bačka, Bácska - (Serbia, Ungaria)
- Banat - (România, Serbia, Ungaria)
- Burgenland - (bazinul Neusiedl), Austria
- Crișana - (România, Ungaria)
- Micul Alföld, Malá dunajská kotlina - (Ungaria, Slovacia)
- Mačva - (Serbia)
- Moravia - (parțial), (Cehia)
- Moslavina - (Croația)
- Podravina - (Croația, Ungaria, în zona Drava)
- Podunavlje - (Serbia, Croația, în zona Dunării)
- Pokuplje - (Croația, în zona Kupa)
- Posavine - (Croația, Bosnia-Herțegovina, Serbia, în zona Sava)
- Potisje - (Serbia, în zona Tisa)
- Šajkaška - (Serbia)
- Semberija - (Bosnia-Herțegovina)
- Slavonia - (Croația)
- Syrmia, Srem, Srijem - (Serbia, Croația)
- Transcarpatia - (Ucraina)
- Voivodina - (Serbia)